# 五德镇 (镇雄县)
五德镇，是中华人民共和国云南省昭通市镇雄县下辖的一个乡镇级行政单位。

## 行政区划
五德镇下辖以下地区：
五德村、鹿角坡村、大营村、比旧村、庙坪村、新田村、杉林村、大水沟村、阳平村、新寨村、干沟村、大木坪村和谷花村。